# Casinaria atrata
Casinaria atrata är en stekelart som beskrevs av Morley 1913. Casinaria atrata ingår i släktet Casinaria och familjen brokparasitsteklar. Inga underarter finns listade.